# Powiat Tata
Powiat Tata (węg. Tatai járás) – jeden z siedmiu powiatów komitatu Komárom-Esztergom na Węgrzech. Siedzibą władz jest miasto Tata.

## Miejscowości powiatu Tata
- Baj
- Dunaalmás
- Dunaszentmiklós
- Kocs
- Naszály
- Neszmély
- Szomód
- Tardos
- Tata
- Vértestolna